# Spelmanslåtar från Medelpad
Spelmanslåtar från Medelpad är ett musikalbum med Sven Englund, Anton Högerberg, Göran Sjölén, Gösta Smedberg och Evert Wernberg, utgivet 1972 av Sonet Records.
Skivan ingick i en svensk folkmusikserie som Sonet Records gav ut och 2001 gavs skivan ut på CD som Folk Tunes from Medelpad med en utökad låtlista. Albumet var nummer 5 i ordningen som återutgavs på CD i Sonets folkmusikserie.

## Låtlista
Alla låtar är traditionella om inget annat anges.

### Sida A
1. "Ängoms gånglåt från Liden efter Joel Böhlén"
2. "Polska från Stöde av Werner Wernberg"
3. "Gånglåt efter Spel Jöns"
  - Göran Sjölén, Sven Englund
4. "'Häxdansen', polska efter Spel Gulle"
  - Sven Englund
5. "Polska efter Spel Gulle"
6. "Vals efter Spel Jöns"
7. "'Kvarngubben', polska efter Anders Sundin"
  - Sven Englund, Evert Wernberg
8. "Gånglåt från Stöde av Werner Wernberg"
9. "Polska efter Spel Erik"
  - Anton Högerberg, Evert Wernberg
10. "'Glimmårännan', polska efter Helmer Nordensson"
  - Evert Wernberg
11. "'Spinnrocksmakarevalsen' från Indal"
12. "'Favoritpolskan' efter Anders Sundin"
  - Göran Sjölén, Gösta Smedberg, Sven Englund, Evert Wernberg
13. "Brudmarsch av Anton Högerberg"
  - Anton Högerberg, Evert Wernberg, Sven Englund

### Sida B
1. "Gånglåt från Gässberget, Selånger av Gösta Smedberg"
2. "Senpolska från Torp"
3. "Brudlåt efter Spel Jöns"
  - Evert Wernberg
4. "Polska från Stöde efter Jon Petter Liv"
  - Göran Sjölén, Evert Wernberg
5. "'Ett barndomsminne', vals efter Anders Sundin"
6. "Polska efter Spel Erik"
  - Anton Högerberg
7. "Polska från Stöde av Werner Wernberg"
  - Gösta Smedberg, Evert Wernberg
8. "Brudlåt från Liden, upptecknad av kantor Lidhammar"
  - Anton Högerberg
9. "Polska från Liden efter Helmer Nordensson"
  - Sven Englund, Evert Wernberg
10. "'Valborgsmässoafton vid Indalsälven', gånglåt efter Helmer Nordensson"
  - Anton Högerberg, Sven Englund, Evert Wernberg

Med undantag av Nr 13, sida A, "Brudmarsch av Anton Högerberg", är samtliga arrangemang vid allspel och samspel gjorda av Sven Englund och/eller Evert Wernberg.

## Medverkande
- Sven Englund — fiol, altfiol ("Brudmarsch av Anton Högerberg")
- Anton Högerberg — fiol
- Göran Sjölén — fiol
- Gösta Smedberg — fiol
- Evert Wernberg — fiol